# Пећурково Брдо
Пећурково Брдо је насељено место у саставу града Дуге Ресе у Карловачкој жупанији, Република Хрватска.

## Историја
До територијалне реорганизације у Хрватској насеље се налазило у саставу старе општине Дуга Реса.

## Становништво
На попису становништва 2011. године, Пећурково Брдо је имало 101 становника.

## Попис1991.
На попису становништва 1991. године, насељено место Пећурково Брдо је имало 126 становника, следећег националног састава:
| Попис 1991.‍ | Попис 1991.‍ | Попис 1991.‍ | Попис 1991.‍ | Попис 1991.‍ |
| ----------- | ----------- | ----------- | ----------- | ----------- |
|             |             |             |             |             |
| Хрвати      | Хрвати      |             | 126         | 100%        |
| укупно: 126 |             |             |             |             |